# Notiosterrha aglaodesma
Notiosterrha aglaodesma är en fjärilsart som beskrevs av Oswald Beltram Lower 1893. Notiosterrha aglaodesma ingår i släktet Notiosterrha och familjen mätare. Inga underarter finns listade i Catalogue of Life.